# The Good Mothers
The Good Mothers är en italiensk krminaldramaserie som hade premiär på strömningstjänsten Disney+ den 5 april 2023. Första säsongen består av sex avsnitt. Serien är regisserad av Julian Jarrold och Elisa Amoruso. Serien är baserad på  Alex Perrys roman med samma namn som i sin tur är baserad på verkliga händelser.

## Handling
Serien utspelar sig år 2010 i Italien och kretsar kring tre kvinnor som föddes in i den maffian. Tillsammans med den kvinnliga åklagaren, Anna Colace, samarbetar kvinnorna för att riva ner maktstrukturen inifrån.

## Roller i urval
| Gaia Girace          | – Denise Cosco      |
| Valentina Bellè      | – Giuseppina Pesce  |
| Barbara Chichiarelli | – Anna Colace       |
| Francesco Colella    | – Carlo Cosco       |
| Simona Distefano     | – Concetta Cacciola |
| Andrea Dodero        | – Carmine           |
| Micaela Ramazzotti   | – Lea Garofalo      |